# Reitschwert
La parola in lingua tedesca Reitschwert, traducibile in italiano come spada o spadona da cavallo, viene utilizzata per indicare una tipologia di spada in uso alle forze di cavalleria pesante del Sacro Romano Impero Germanico in particolare e dell'Europa Settentrionale (es. Regno di Svezia) in generale tra XVI e XVII secolo.

## Costruzione
La Reitschwert si connatura come un ibrido tra la spada bastarda del Tardo Medioevo franco-germanico e la Spada da lato sviluppatasi presso le scuole di scherma italo-spagnole del Rinascimento:
- la lama, diritta e pesante, atta a colpire sia di taglio che di punta, assommava caratteristiche dello stocco e della spadona, con un piccolo ricasso prossimo alla crociera;
- l'impugnatura poteva essere ad una mano o ad una mano e mezza (impugnatura "bastarda");
- la guardia era particolarmente elaborata, atta a proteggere il più possibile la mano dello schermidore, secondo l'uso delle spade da lato mediterranee: la crociera, a bracci diritti e massicci, era irrobustita da ponti ed anelli per proteggere il ricasso; spesso era presente una massiccia valva scudata, una sorta di mezza coccia ottenuta chiudendo con una valva di bronzo lo spazio compreso in un massiccio anello d'arresto simile a quello montato sugli spadoni a due mani da fante (Zweihänder).

## Storia
La Reitschwert originò molto probabilmente dalla spada bastarda nel corso del XV secolo. Le nuove forze di cavalleria pesante armate di pistola a ruota ed archibugio (Corazzieri, Reiter, Harquebusier), chiamate ad affrontare quadrati di fanteria composti da picchieri, abbandonarono le armi tipiche della mischia tra cavalieri corazzati (mazza d'armi, picco d'armi ecc.), tornando a prediligere la spada.
La Reitschwert restò in uso per tutto il Seicento, utilizzata da corazzieri di ambo gli schieramenti durante la Guerra dei Trent'Anni. Venne soppiantata dalla squadrona (Pallasch in lingua tedesca), sorta di ibrido tra il costoliere e la sciabola propriamente detta, nel corso del XVIII secolo.